# Кёрби, Уильям
Уильям Кёрби (англ. William Kirby; 19 сентября 1759, Witnesham — 4 июля 1850, Англия) — английский энтомолог, почётный президент Королевского энтомологического общества Лондона.

## Биография
Один из основателей энтомологии родился 19 сентября 1759 года в Витнесгеме, (около Ипсуич, Саффолк, Англия). Его дедом был известный английский топограф Джон Кёрби, а кузиной — писательница Сара Триммер. Среди его друзей, с которыми он совершал совместные экскурсии на природу, были натуралист Чарльз Саттон, энтомолог Томас Маршам, ботаник Сэр Уильям Джексон Гукер и другие.
Умер священником в Баргэме в 1850 году.

## Труды
Написал «Monographia apium Angliae» (Ипсвич, 1802, 2 т.; монография о пчёлах Англии), «Introduction to Entomology» (вместе со Уильямом Спенсом, 3 т., 1815—1826; в дореволюционной России вышла под названием Кэрби и Спэнсъ «/Общая/ Естественная история насекомыхъ …»).

## Таксономия
Вид жуков-усачей Agapanthia kirbyi (Gyllenhal, 1817), оса Prionyx kirbii (Van der Linden, 1827) и вид пчёл Nomada kirbyi Lepeletier, 1841 названы в его честь.